# Socca
Piłka nożna sześcioosobowa (ang. Six-a-side football, mini-football) – odmiana piłki nożnej pięcioosobowej o zmniejszonej wielkości boiska i liczbie graczy w drużynie. W tym wariancie na boisku w każdej drużynie jest zawsze sześciu zawodników - pięciu w polu i jeden bramkarz. Pozostałe zasady nie różnią się od tych, które można znaleźć w futbolu pięcioosobowym.
Piłka nożna sześcioosobowa podlega Międzynarodowej Federacji Socca (ang. International Socca Federation - ISF).

## Zasady gry
Ogólnie rzecz biorąc, zasady piłki nożnej sześcioosobowej są bardzo podobne do reguł gry w piłkę nożną. Liczba zawodników na boisku - to sześciu w każdej drużynie. Gra się piłką w rozmiarze 5, taką samą jak w klasyczną piłkę nożną, natomiast w futsal gra się mniejszą piłką w rozmiarze 4.
Mecze rozgrywane są na otwartych boiskach z naturalną lub sztuczną trawą. Boiska do mini piłki nożnej są mniejsze niż boiska do klasycznej piłki nożnej i większe niż boiska do futsalu. Na przykład w przypadku międzynarodowych zawodów wielkość boiska musi spełniać następujące kryteria: długość 46-50 metrów, szerokość - 26-30 metrów, pole karne o kształcie prostokąta, 14 metrów szerokości i 7 metrów długie.
Gra trwa od 20 do 30 minut, w zależności od reguł turnieju, ale rozgrywany jest czas „brudny”, co oznacza, że czas, w którym piłka jest poza grą, jest również uważany za czas gry. Jednak sędzia może nadrobić połowę czasu, w którym drużyny nie grały z powodu opóźnień. Wprowadzenie piłki do gry z linii bocznej odbywa się poprzez rzucenie piłki zza głowy. Powrót piłki do gry od bramki odbywa się nogami, podczas gdy piłka musi leżeć.

## Rozgrywki
Gra jest popularna na świecie. Po założeniu International Socca Federation w 2017 roku. rozpoczęto organizację mistrzostw świata. W 2018 roku w portugalskiej Lizbonie wystartowały mistrzostwa świata w piłce nożnej sześcioosobowej. Również w 2018 rozegrano pierwszy turniej międzynarodowy o nazwie Socca Champions League.
Wcześniej mistrzostwa świata w piłce nożnej sześcioosobowej organizowała World Minifootball Federation (WMF). Pierwsza edycja odbyła się w 2015 w USA, następne w 2017 w Tunezji oraz w 2019 w Australii. W 2021 WMF organizowała tylko mistrzostwa świata dla kobiet oraz juniorów, które odbyły się w Ukrainie.